# يوسيإي أوكادا
يوسيإي أوكادا (باليابانية: 岡田 祐政) (مواليد 8 مايو 1987)، هو لاعب كرة قدم ياباني سابق كان يلعب كمدافع.

## وصلات خارجية
- يوسيإي أوكادا على موقع رابطة كرة القدم اليابانية للمحترفين (اليابانية)